# Fredrik Wersäll
Claes Fredrik Richardson Wersäll, född 30 april 1951 i Uppsala församling, Uppsala län, är en svensk jurist och ämbetsman, som sedan början av september 2018 är riksmarskalk och chef för Kungliga Hovstaterna. Som riksmarskalk tituleras han excellens.

## Biografi
Wersäll studerade vid Uppsala universitet och avlade juristexamen 1976. Han blev senare tingsnotarie och förordnades 1986 till hovrättsassessor i Hovrätten för Nedre Norrland. Mellan åren 1986 och 1990 tjänstgjorde han hos Riksåklagaren, först som avdelningsdirektör och från 1987 som byråchef. Han var utredningssekreterare i Åklagarutredningen mellan 1990 och 1992, och från 1992 till 2003 arbetade han i Justitiedepartementet, först som departementsråd och chef för straffrättsenheten (L5) och från 1998 som rättschef. Wersäll utnämndes 2003 till justitieråd, 2004 till riksåklagare och 2008 till hovrättspresident i Svea hovrätt. Wersäll var president i Svea hovrätt till och med 31 maj 2018.
År 2016 utnämndes Wersäll till kabinettskammarherre vid Kungliga hovstaterna. Den 1 september 2018 efterträdde han Svante Lindqvist som riksmarskalk. Han är den 47:e riksmarskalken sedan ämbetet inrättades 1607 och den nuvarande kungens åttonde riksmarskalk. Den 1 januari 2025 efterträdde han Svante Lindqvist som ordenskansler vid Kungl. Maj:ts Orden, men då Wersäll fortfarande är riksmarskalk är utnämningen ett tillförordnande.
Wersäll är vice ordförande i Svenska Kriminalistföreningen. Han har varit sakkunnig i Straffsystemkommittén och Straffansvarsutredningen och gett ut ett antal skrifter i kriminalpolitik och straffrätt. Han har sammanställt påföljdsutredningen.
Han är far till bland andra journalisten Kerstin Wersäll.

## Publikationer
- Wersäll, Fredrik (1999). ”Betydelsen av samtycke vid icke frihetsberövande påföljder”. Svensk juristtidning (Uppsala):  sid. 288–299. LIBRIS 2830660. https://svjt.se/svjt/1999/288.
- Wersäll, Fredrik (2002). ”Politik och juridik – vad är vad i tredje pelaren?”. Flores juris et legum (Uppsala):  sid. 659–670. LIBRIS 8425405.

## Utmärkelser
- Hans Majestät Konungens medalj i 12:e storleken i guld med kedja för "betydelsefulla insatser inom det svenska rättssystemet" (erhållen 2013).[7]
- Riddare med storkorset av 1:a klassen av Italienska republikens förtjänstorden (erhållen 14 januari 2019).
- Storkorset av 1:a klassen av Förbundsrepubliken Tysklands förtjänstorden (erhållen 7 september 2021).
- Riddare med storkorset av Isabella den katolskas orden (erhållen 16 november 2021).[8]
- Storkorset av Finlands Vita Ros’ orden (erhållen 17 maj 2022).